# Abdón Prats
Abdón Prats Bastidas (ur. 17 grudnia 1992 w Arcie) – hiszpański piłkarz występujący na pozycji napastnika w Mallorce.